# チャップリンの霊泉
『チャップリンの霊泉』（The Cure）は、チャーリー・チャップリンのミューチュアル社における10作目のサイレント映画。1917年公開。共演はエドナ・パーヴァイアンス 、エリック・キャンベル、ヘンリー・バーグマン他。
本作の残存するNGシーンがドキュメンタリー『知られざるチャップリン』で紹介されている（#外部リンク 「Unknown Chaplin: Ep. 1 -- My Happiest Years」参照）。収録された映像からは、当初チャップリンの役は保養所の客ではなくスタッフだったことが確認できる。
チャップリンが更衣室でカーテンを開けるたびにポーズをとるシーンは、英国のミュージックホールで人気の出し物である「活人画（タブロー・ヴィヴァン）」に触発されたものであることが指摘されている。

## あらすじ
鉱泉のある保養所にアルコール中毒の男 (チャップリン)がやって来るが、彼のスーツケースは酒で満たされている。チャップリンは、他の映画同様に保養所の大男 (キャンベル) を怒らせたり、女性 (エドナ) に惚れたりするが、彼の持ち込んだ酒により保養所で大騒動が繰り広げられる。　

## キャスト
- 保養所に来たアルコール中毒の男：チャーリー・チャップリン
- 保養所に来た娘：エドナ・パーヴァイアンス
- 痛風持ちの大男：エリック・キャンベル
- マッサージ師：ヘンリー・バーグマン
- 保養所の看護師：アルバート・オースチン、レオタ・ブライアン
- 保養所の看護師・マッサージ師 (二役)：ジョン・ランド
- 年老いたベルボーイ：ジェームズ・T・ケリー
- 保養所の主人：フランク・J・コールマン
- 婦人：ジャネット・ミラー・サリー
- 保養所の患者：ロイヤル・アンダーウッド、トム・ウッド[注 1]

### 日本語吹替
| 俳優                     | 日本語吹替 |
| ------------------------ | ---------- |
| チャールズ・チャップリン | 千葉繁     |
| エドナ・パーヴァイアンス | 土井美加   |
| エリック・キャンベル     | 若本規夫   |
| （ナレーター）           | 近石真介   |

- 初回放送2014年11月30日スター・チャンネル[3]

この作品はサイレント映画だが、チャップリンのデビュー100周年を記念し、日本チャップリン協会監修のもと、日本語吹替が製作された。

## 背景
この映画で描かれた飲泉による温泉療法は、元々ヨーロッパでは盛んに行われてきた。飲泉カップと呼ばれるカップで、朝夕一定の時間に飲泉所に集まり、処方にしたがって飲泉カップに温泉水を汲み、音楽を効いたりおしゃべりをしたりしながら、時間をかけて温泉水を飲むというものである。温泉地には長期滞在を前提として、飲泉、温泉浴、温泉プールなどの温泉関連施設が設けられたほか、病院やホテル、屋外の運動場などのほか、図書館、博物館などの文化施設も併設されている。